# Voltastraße (stacja metra)
Voltastraße – stacja metra w Berlinie na linii U8, w dzielnicy Gesundbrunnen, w okręgu administracyjnym Mitte.

## Historia
Budowa stacji rozpoczęła się w roku 1914, jednak ze względu na trwającą wojnę i związany z tym brak środków na dokończenie budowy linii metra prace przerwano w następnym roku. Prace wykonywała firma AEG-Schnellbahn-A.G, z tego okresu pochodzą między innymi granitowe słupy wspierające strop stacji. Ponowne prace związane z budowa linii metra na tym odcinku ruszyły w roku 1929, a uruchomienie stacji nastąpiło w dniu 18 kwietnia 1930 r. Wystrój stacji nie zmienił się od tego czasu w sposób znaczący, z tego okresu pochodzą kafle na ścianach i inne detale architektoniczne. W kwietniu 1945 r., w czasie oblężenia miasta stacja została zamknięta, ponowne jej uruchomienie po zakończeniu działań wojennych nastąpiło miesiąc później - w dniu 22 maja.